# Mike O’Rourke
Michael David O’Rourke (* 21. August 1955 in Croydon, Australien) ist ein ehemaliger neuseeländischer Speerwerfer.
Beim Leichtathletik-Weltcup 1977 in Düsseldorf wurde er Sechster. 1978 gewann er Silber bei den Commonwealth Games in Edmonton. Einem zweiten Platz beim Weltcup 1979 und einem sechsten Platz beim Weltcup 1981 folgte der Sieg bei den Commonwealth Games 1982 in Brisbane. Bei den Leichtathletik-Weltmeisterschaften 1983 in Helsinki und bei den Olympischen Spielen 1984 in Los Angeles nahm er teil.
1990 wurde er bei den Commonwealth Games in Auckland Fünfter.
Achtmal wurde er Neuseeländischer Meister (1976–1982, 1988). 1981 wurde er Australischer Meister, 1981 und 1983 Englischer Meister.

## Bestleistungen
- Speer (altes Modell): 90,58 m, 22. Januar 1983, Auckland
- Speer (neues Modell): 79,00 m, 3. Februar 1990, Auckland